# Kotarih Pekan
Kotarih Pekan is een bestuurslaag in het regentschap Serdang Bedagai van de provincie Noord-Sumatra, Indonesië. Kotarih Pekan telt 1124 inwoners (volkstelling 2010).